# 質美村
質美村（しつみむら）は、京都府船井郡にあった村。現在の京丹波町質美にあたる。

## 地理
- 山岳：といし山、三峠山
- 河川：高屋川

## 歴史
- 1874年（明治7年） - 近世以来の質美下村・質美上村・北久保村が合併して質美村となる。
- 1889年（明治22年）4月1日 - 町村制の施行により、質美村が単独で自治体を形成。
- 1951年（昭和26年）4月1日 - 檜山村・梅田村・三ノ宮村と合併して瑞穂村が発足。同日質美村廃止。